# Christian Träsch
Christian Träsch (født 1. september 1987 i Ingolstadt, Vesttyskland) er en tysk fodboldspiller, der spiller som forsvarsspiller hos Bundesliga-klubben FC Ingolstadt. Han har tidligere spillet for blandt andet VfB Stuttgart og 1860 München.

## Landshold
Träsch har optrådt ti gange for Tysklands landshold. Han blev i sommeren 2009 for første gang udtaget til en af landsholdets samlinger.